# 亞德河

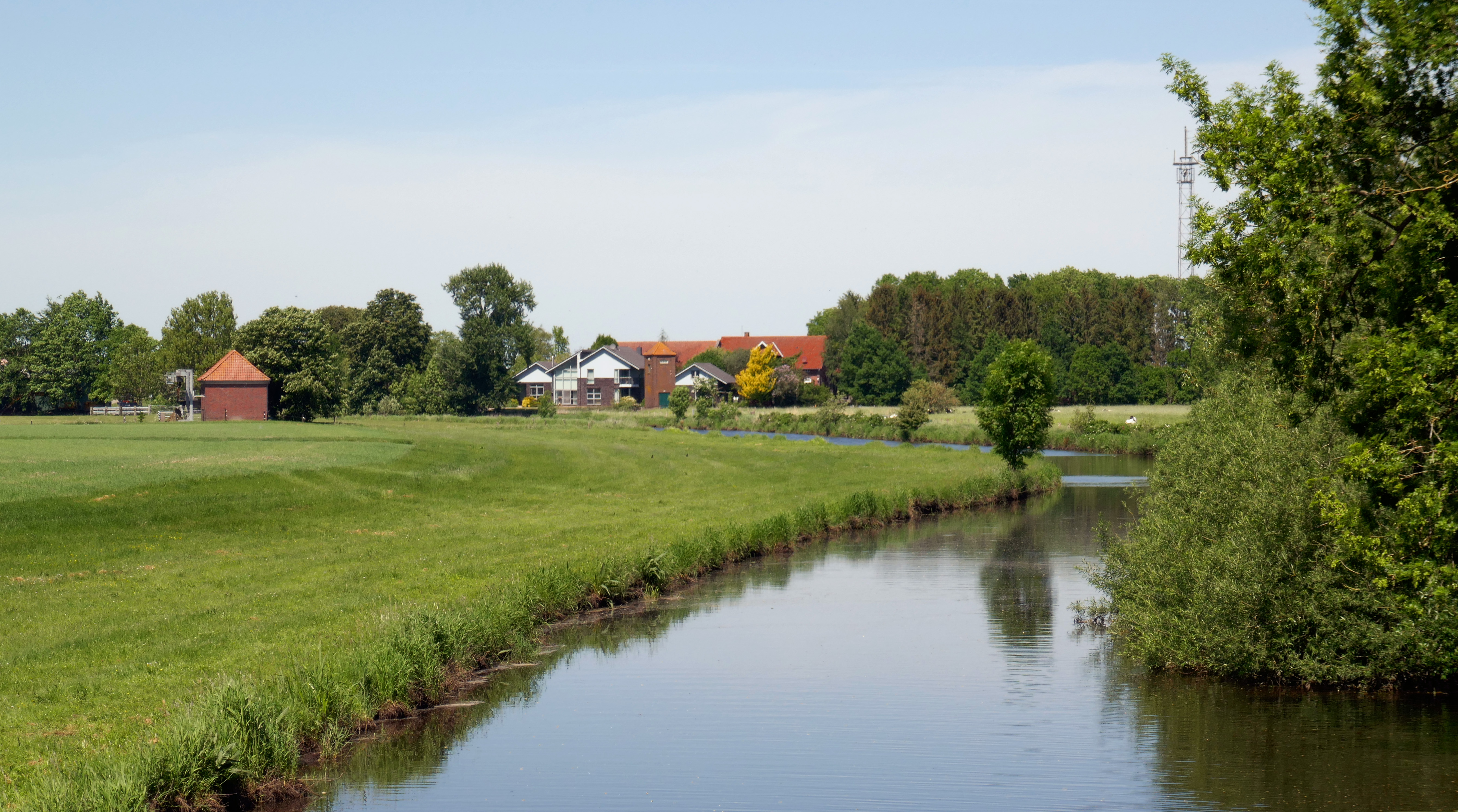
亞德河

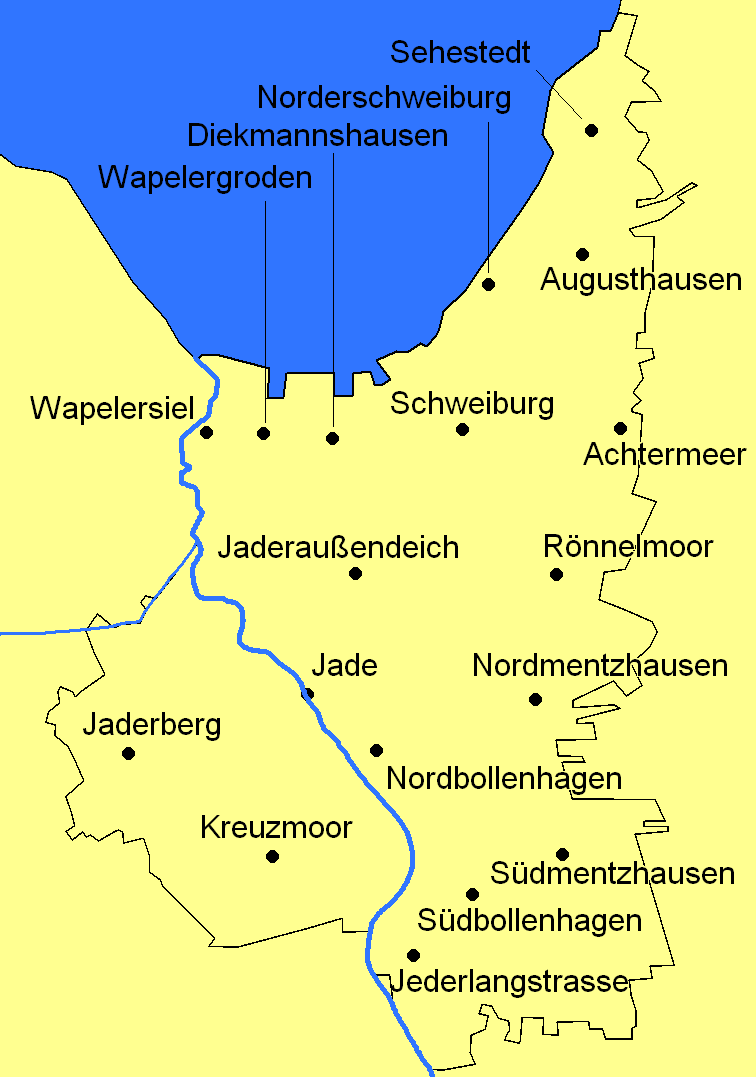
亞德河地圖

亞德河（德語：Jade，發音：[ˈjaːdə] ⓘ）是德國下薩克森州的河流，位於該國西北部，河道全長22公里，發源自奧爾登堡附近，發源自拉施泰德，最終注入北海。